# Вільям Герберт Шелдон
Вільям Герберт Шелдон (англ. William Herbert Sheldon, Jr.; нар.19 листопада 1898 — пом.17 вересня 1977) — американський психолог і нумізмат, автор конституціональної теорії темпераменту, та шкали оцінки стану монет.

## Життєпис
Шелдон народився в маленькому селі в штаті Род-Айленд, 19 листопада 1898 року в сім'ї Вільяма Герберта Шелдона старшого, природознавця та тваринника, та Мері Еббі Грін, сільської акушерки. Його хрещеним батьком був відомий психолог і філософ Вільям Джеймс. Він закінчив середню школу в 1915 році та подався до Браунського університету. Після закінчення навчання він працював у різних галузях, перш ніж почати навчання на ступінь магістра в університеті Колорадо. Шелдон також здобув ступінь доктора філософії в Чиказькому університеті в 1925 році. Викладав психологію в Чиказькому університеті та в університеті Вісконсіна. Отримав ступінь доктора наук у 1933 році в Медичному центрі університету Чикаго.
Отримавши дворічну стипендію в Європі, він навчався у Карла Юнга та відвідував Зигмунда Фрейда та Ернста Кречмера. Після Європи він переїхав до Гарвардського університету в 1938 році. Служив на Армійському медичному корпусі у званні підполковника під час Другої світової війни.

## Праці

### Шкала Шелдона
В 1949 році Шелдоном була видана книга «Early American Cents». В книзі, Шелдон використав систему оцінки, схожу зі створеною ним системою теорії статур. У цій роботі, присвяченій раннім американським великим центам та їх колекціонуванню, він зробив спробу розробити систему більш точної системи оцінки стану з метою визначення колекційної вартості монет. Суть цієї вдосконаленої системи оцінки стану монет, що отримала згодом назву системи шкали Шелдона, полягала в розходженні набагато більшої кількості ступенів градацій стану монет в порівнянні з існуючими тоді стандартами, розробленими раніше Американською нумізматичною асоціацією. Іншими словами, шкала Шелдона розрізняє на дрібніші градації кожної з базових ступенів стану, які були відомі раніше. Згодом система Шелдона, набираючи все більшої популярності, стала застосовуватися не тільки по відношенню до ранніх одноцентових монет, але і починаючи з 1970-х років взагалі до будь-яких монет.
Система Шелдона визначає стан монети за шкалою від 1 до 70 балів (1 бал відповідає практично повністю стертій монеті, а оцінку в 70 балів привласнюють абсолютно бездоганній монеті). Ця система оцінки збереження монет, отримуючи в останні десятиліття все більшого поширення в світі, в доопрацьованому вигляді лягла в основу стандартів, відповідно до яких проводиться оцінка стану і сертифікація (так званий «грейдінг») монет незалежними експертними компаніями на сучасному нумізматичному ринку.

## Публікації
- Sheldon, William H. ♦ Psychology and the Promethean Will ♦ Harper & Brothers, 1936
- Sheldon, William H. ♦ The Varieties of Human Physique (An Introduction to Constitutional Psychology) ♦ Harper & Brothers, 1940
- Sheldon, William H. ♦ The Varieties of Temperament (A Psychology of Constitutional Differences) Harper & Brothers, 1942
- Sheldon, William H. ♦ Varieties of Delinquent Youth (An Introduction to Constitutional Psychiatry) Harper & Brothers, 1949
- Sheldon, William H. ♦ Early American Cents, 1793—1814 ♦ Harper & Brothers, 1949
- Sheldon, William H. ♦ Atlas of Men ♦ Harper and Brothers, 1954
- Sheldon, William H. ♦ Penny Whimsy ♦ Harper & Row, 1958